# Polyrhachis leopoldi
Polyrhachis leopoldi é uma espécie de formiga do gênero Polyrhachis, pertencente à subfamília Formicinae.